# Legião Italiana
Legião Italiana é o nome através do qual ficou conhecido o contingente militar formado por Giuseppe Garibaldi no Uruguai. O episódio mais conhecido da Legião Italiana de Montevidéu foi o embate de San Antonio de Salto, às margens do riacho de mesmo nome. 
No dia 8 de fevereiro de 1846, Garibaldi e seus 180 homens caíram numa emboscada, surpreendidos por mais de mil e quinhentos homens de tropas regulares.
Garibaldi mostra seu gênio militar combatendo e empreendendo uma retirada com poucas baixas, conseguindo chegar à cidade de Salto, onde encontrou outros companheiros.